# Scoglio Opasnosti
Lo Scoglio Opasnosti (in russo Камень Опасности Kamen Opasnosti?; in giapponese 二丈岩 Nijouiwa?) è un isolotto roccioso russo privo di vegetazione che si trova nello stretto di La Pérouse (mare di Ochotsk), 14 km a sud-est di capo Crillon (Мыс Крильон), il punto più meridionale dell'isola di Sachalin. Appartiene amministrativamente all'oblast' di Sachalin.

## Storia
È stato scoperto nell'agosto del 1787 dalla spedizione di Jean-François de La Pérouse, che chiamò l'isolotto La Dangereuse. Lo scoglio ostacolava notevolmente il movimento delle navi nello stretto di La Pérouse, aggravato dalla presenza, in questa regione, di frequenti nebbie durante l'estate. Durante l'amministrazione giapponese, nel 1906, a est dello scoglio venne posta una boa con campana. Finalmente, nel 1913, venne eretto un faro, alto 18 m con fari automatici e campana da nebbia.